# 1005 Arago
Az 1005 Arago (ideiglenes jelöléssel 1923 OT) a Naprendszer kisbolygóövében található aszteroida. Szergej Beljavszkij fedezte fel 1923. szeptember 5-én.